# Заслон (радар)
БРЛС-8Б «Заслон» — советский и российский всепогодный многолучевой авиационный радар, разработанный в период с 1969 по 1980 годы НИИП имени В. В. Тихомирова как часть системы управления оружием самолёта МиГ-31. Кодовое название НАТО — Flash Dance с дополнением «SBI-16», «RP-31», «N007» и «S-800».

## Описание
«Заслон» — это допплеровский импульсный радар с пассивной сканирующей решёткой и цифровой обработкой сигналов. Антенна, используемая в радаре «Заслон» — многоканальная система, включающая в себя две независимые электронно-управляемые решётки с 1700 излучателями в X-диапазоне и транспондерами L-диапазона с 64 передатчиками, объединёнными в единую антенну. Диаметр антенны 1,1 м, она зафиксирована для сканирования в направлении +/-70 градусов по горизонтали и +70/-60 градусов по вертикали.
Компоненты радара используют взаимосвязанные ферритовые фазовращатели, позволяющие манипулировать лучом с быстродействием около 1,2 миллисекунд. Это свойство является одним из больших преимуществ ФАР по сравнению с механическими системами сканирования, требующих секунды для выполнения тех же операций. Заявленная дальность обнаружения радара составляет 200 км для целей с ЭПР 16 м2. Радар способен отслеживать до 10 целей одновременно с наведением на 4 из них ракет Р-33, Р-40 или Р-60.
Радар «Заслон» стал заметной вехой в авиации, так как является первой РЛС с фазированной антенной решёткой, установленной на реактивный истребитель (ранее ФАР использовались только на кораблях, наземных радарах или больших бомбардировщиках). Радар публично представлен в 1991 году на парижском авиасалоне одновременно с перехватчиком МиГ-31. Чтобы продемонстрировать революционную антенну, был снят обтекатель истребителя. Кроме того, в Париже было предложено поднять в воздух американский F-117 (революционный с точки зрения использования стелс-технологий) вместе с МиГ-31, чтобы проверить, сможет ли «Заслон» обнаружить F-117. Эта проверка так и не была проведена, хотя российские эксперты были уверены в успехе.
Радар использует цифровой вычислитель «Аргон-15А» (это одна из первых массовых авиационных БЦВМ, разработанная советским НИИ «Аргон» в 1972 году).

## Модификации
- Заслон-A
- Заслон-M — улучшенная версия, появившаяся в результате разработки модернизированного перехватчика МИГ-31М в 1983 году и позднее МИГ-31БМ. Отличается более крупной антенной (до 1,4 м в диаметре) и увеличенной дальностью обнаружения (до 400 км для целей с ЭПР 20 м²). Отслеживает до 24 целей одновременно, позволяет наводить оружие на 6 целей. В апреле 1994 года испытана с ракетой Р-37, поразившей цель на дистанции 300 км[7].
- Заслон-AM — улучшенная версия, в которой используется более современная БЦВМ Ц-400 «Багет-55» вместо «Аргон-15А»[8][9].